# ریستو یوسیلاینن
ریستو یوسیلاینن (فنلاندی: Risto Jussilainen؛ زادهٔ ۱۰ ژوئن ۱۹۷۵) اسکی‌باز پرش اهل فنلاند بود.